# Лантфрид
Лантфрид (на латински: Lantfridus, Lanfredus; на немски: Lantfrid, Lanfred) е алемански херцог (dux) от 709 до 730 г.

## Биография
Той е син на Готфрид и брат на Теудебалд.
След смъртта на баща му през 709 г. Лантфрид и брат му поемат службата алемански херцог. Вероятно Лантфрид управлява най-вече на север, а Теудебалд на юг. Двамата братя са в неприятелски отношения с франските майордоми и защитават независимостта на херцогството от меровингите и каролингите.
През 722/723 г. Карл Мартел води поход преди всичко против Теудебалд, който е изгонен за известно време от територията му. Лантфрид успява да запази севера на херцогството. През 724 г. манастирският епископ Пирмин под закрилата на Карл Мартел основава манастир Райхенау в алеманското херцогство, което предизвиква отново Лантфрид и Теудебалд. През 727 г. Теудебалд изгонва абат Пирмин, ob odium Karoli (от омраза към Карл Мартел) от манастир Райхенау и през 732 г. последникът му абат Хедо.
По времето на херцог Лантфрид алеманското племенно право е ново написано като Lex Alamannorum.
През 730 г. Карл Мартел води поход против херцозите Теудебалд и Лантфрид, който умира през същата година. Херцог Теудебалд поема след това сам херцогството Аламания. През следващите години алеманите са победени и отново присъединени към франкската кралска общност.